# 1685

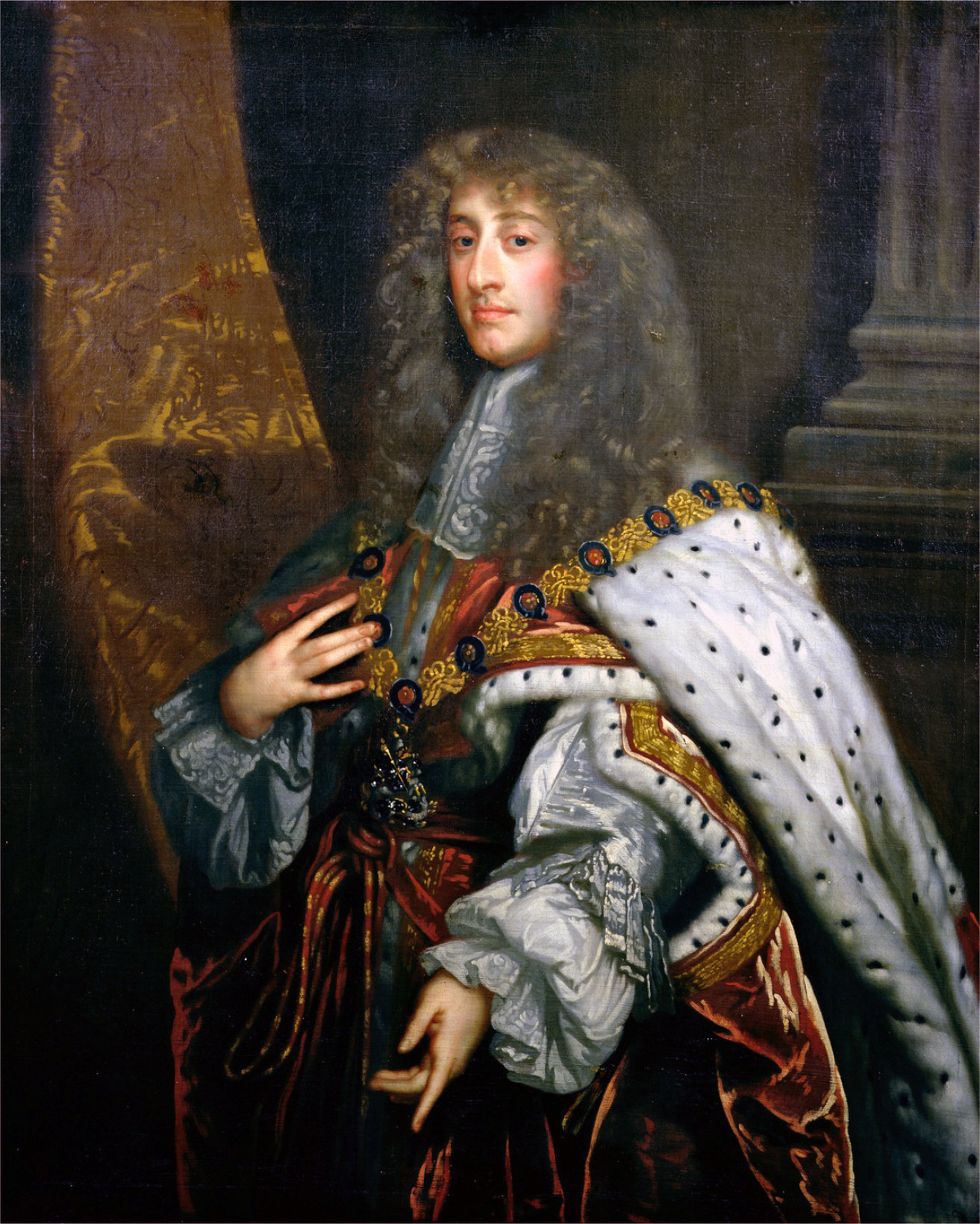
Jaime II, Rei da Inglaterra, Escócia, França e Irlanda

- Wikisource

| Calendário gregoriano                                                        | 1685 MDCLXXXV                       |
| Ab urbe condita                                                              | 2438                                |
| Calendário arménio                                                           | 1134 – 1135                         |
| Calendário bahá'í                                                            | -159 – -158                         |
| Calendário budista                                                           | 2229                                |
| Calendário chinês                                                            | 4381 – 4382 Início a 3 de fevereiro |
| Calendário copta                                                             | 1401 – 1402                         |
| Calendário etíope                                                            | 1677 – 1678                         |
| Calendários hindus - Vikram Samvat - Calendário nacional indiano - Cáli Iuga | 1740 – 1741 1606 – 1607 4785 – 4786 |
| Calendário Holoceno                                                          | 11685                               |
| Calendário islâmico                                                          | 1096 – 1097                         |
| Calendário judaico                                                           | 5445 – 5446                         |
| Calendário persa                                                             | 1063 – 1064                         |
| Calendário rúnico                                                            | 1935                                |
| Calendário solar tailandês                                                   | 2228                                |

1685 (MDCLXXXV, na numeração romana) foi um ano comum do século XVII do Calendário Gregoriano, da Era de Cristo, e a sua letra dominical foi G (52 semanas), teve início numa segunda-feira e terminou também numa segunda-feira.
| Ano completo                         |
| ------------------------------------ |
| Ano comum com início à segunda-feira |

## Eventos
- Edito de Fontainbleau revogando o Edito de Nantes na França.
- Com a morte de Carlos II, o trono inglês foi assumido por Jaime II, seu irmão.
- A Coroa Portuguesa extingue a Companhia do Comérico do Maranhão, um ano após a Revolta de Beckman.
- Atual município de Goiana é elevado a categoria de vila.
- O povo quirguiz é dominado pelos Oirates.

## Nascimentos
- 23 de fevereiro - Georg Friedrich Händel, compositor alemão. (m. 1759).
- 12 de março - George Berkeley, filósofo irlandês. (m. 1753).
- 21 de março - Johann Sebastian Bach, organista e compositor alemão. (m. 1750).
- 14 de agosto - João da Mota e Silva, Administrador apostólico de Braga e Chefe de governo de Portugal, (m. 1747)
- 18 de agosto - Brook Taylor, matemático inglês (m. 1731).
- 26 de outubro - Giuseppe Domenico Scarlatti, compositor italiano. (m. 1757).
- 18 de dezembro - Bartolomeu Lourenço de Gusmão, sacerdote secular e inventor da "passarola". (m. 1724)
- André Gonçalves - pintor português (m. 1754).

## Mortes
- Ana Francisca Abarca de Bolea, foi uma escritora espanhola, n. 1602.
- Luc d'Achery, foi um beneditino francês, n. 1609.
- Carlos II, Rei da Inglaterra, n. 1630.

## Por tema
- 1685 na literatura
- 1685 na música